# 李乘龙
李乘龙（1952年10月26日—2000年4月23日），男性，汉族，广西北流人，中华人民共和国政治人物。曾任贵港市人民政府副市长。1996年因为贪腐问题被广西自治区检察院逮捕調查，2000年因受贿、巨额财产来源不明二罪被执行死刑。

## 生平

### 早年生涯
李乘龙于1952年10月26日出生于广西省北流县（今广西北流市）的一个农民家庭。1976年，他步入政坛，出任中国共青团玉林地区委员会副书记。1979年，李乘龙来到玉林县名山公社（今玉林市玉州区名山街道），转任中共名山公社党委副书记。1984年，李氏参加了当年的成人高考，并以玉林地区第一名的成绩，考入中共廣西壯族自治區黨委区委党校:86。1986年6月，李乘龙以论文《论乡镇机构的改革》从广西区委党校毕业，并拒绝了党校的邀请，回到玉林市，担任该市新成立的体制改革办负责人，在主管体改办期间，李乘龙曾考察温州市，并主张玉林市建立农村改革试验区，在他的推动下，玉林市也成为中华人民共和国国务院指定的农村经济改革区，经济发展状况也得到了一定的改善:86-88。1988年10月，李乘龙当选为中共玉林市党委常委:759，并于1990年4月升任该市党委副书记:756。在此期间，李乘龙坚持原则，不接受贿赂，中共中央纪委编写的《廉政之歌》一书还肯定了他不购置私房的行为。

### 主政玉林
1991年8月，李乘龙由玉林市委副书记升任市委书记，开始主政玉林市:754，在此期间，他主张大兴土木，让玉林市的综合实力在2000年达到中等城市的水平:89，玉林市的工农业总产值、财政收入均有所增加，当时的玉林市也成为了广西的“第一强县（市）”和“全国百强明星县（市）”之一。他也制订了一些廉政制度，要求下属执行，这些制度也获得了中共广西自治区党委及区人民政府的认可，并曾在广西全境推广。但与此同时，李乘龙也开始沉迷酒色，并透过建设工程、卖官鬻爵的方式收受贿赂，对此，当地民众曾以大字报、上访等方式检举其贪腐行为，但并未引起主管机关的重视。

### 贪腐被查
1996年，广西壮族自治区人民政府将李乘龙调任到甫成立的地级贵港市，李氏也于当年6月成为贵港市人民政府第一届副市长。当年12月，他前往南宁经济干部管理学院参加天津商学院宏观经济管理专业的研究生考试，但随即被广西壮族自治区人民检察院的检察官带走。中共中央纪委、最高人民检察院则为李乘龙一案专门成立了工作组，李氏也在1996年12月20日被广西自治区检察院批准逮捕，李乘龙贪腐案也牵出了曾担任玉林地委书记的徐炳松、俞芳林和李恩潮3人，他们都因為违纪违法行为遭到調查。
在1999年1月6日，李乘龙贪腐案在廣西壯族自治區玉林市中级人民法院开庭，他被玉林市检方指控在担任县级玉林市党委书记期间收受贿赂380多万人民币、2.5万美元、2万港币和越野车1辆。在庭审期间，李氏则以家庭原因请求司法机关对他从轻发落。同月27日，玉林市中级人民法院1审以受贿罪、巨额财产来源不明罪2罪并罚判处李乘龙死刑，剥夺政治权利终身。李乘龙不服判决提出上诉，但遭广西壮族自治区高级人民法院驳回。当时，因为贪腐金额巨大，李乘龙也获得了“广西第1贪”的称号。2000年4月23日，经最高人民法院核准，李乘龙在玉林市被执行死刑枪决。

## 家庭
李乘龙的妻子是高虹，患有糖尿病，她与李乘龙生有一女。